# Robert Chapin
Pour les articles homonymes, voir Chapin.
Robert Chapin est un scénariste américain né le 1er mai 1907 à Memphis (Tennessee) et mort le 15 décembre 1987 dans le comté de Los Angeles.

## Filmographie partielle
- 1937 : Hot Water
- 1937 : Par trois longueurs
- 1937 : Borrowing Trouble
- 1938 : Walking Down Broadway
- 1938 : Safety in Numbers
- 1938 : Passport Husband de James Tinling
- 1938 : Always in Trouble
- 1939 : Everybody's Baby
- 1940 : Little Orvie
- 1940 : Bowery Boy (en)
- 1942 : Prisoner of Japan
- 1942 : Isle of Missing Men
- 1947 : Are You Popular?